# 1918 en Belgique
Chronologie de la Belgique
- 1914
- 1915
- 1916
- 1917
- 1918
- 1919
- 1920
- 1921
- 1922

Cette page recense des événements qui se sont produits durant l'année 1918 en Belgique.

## Chronologie

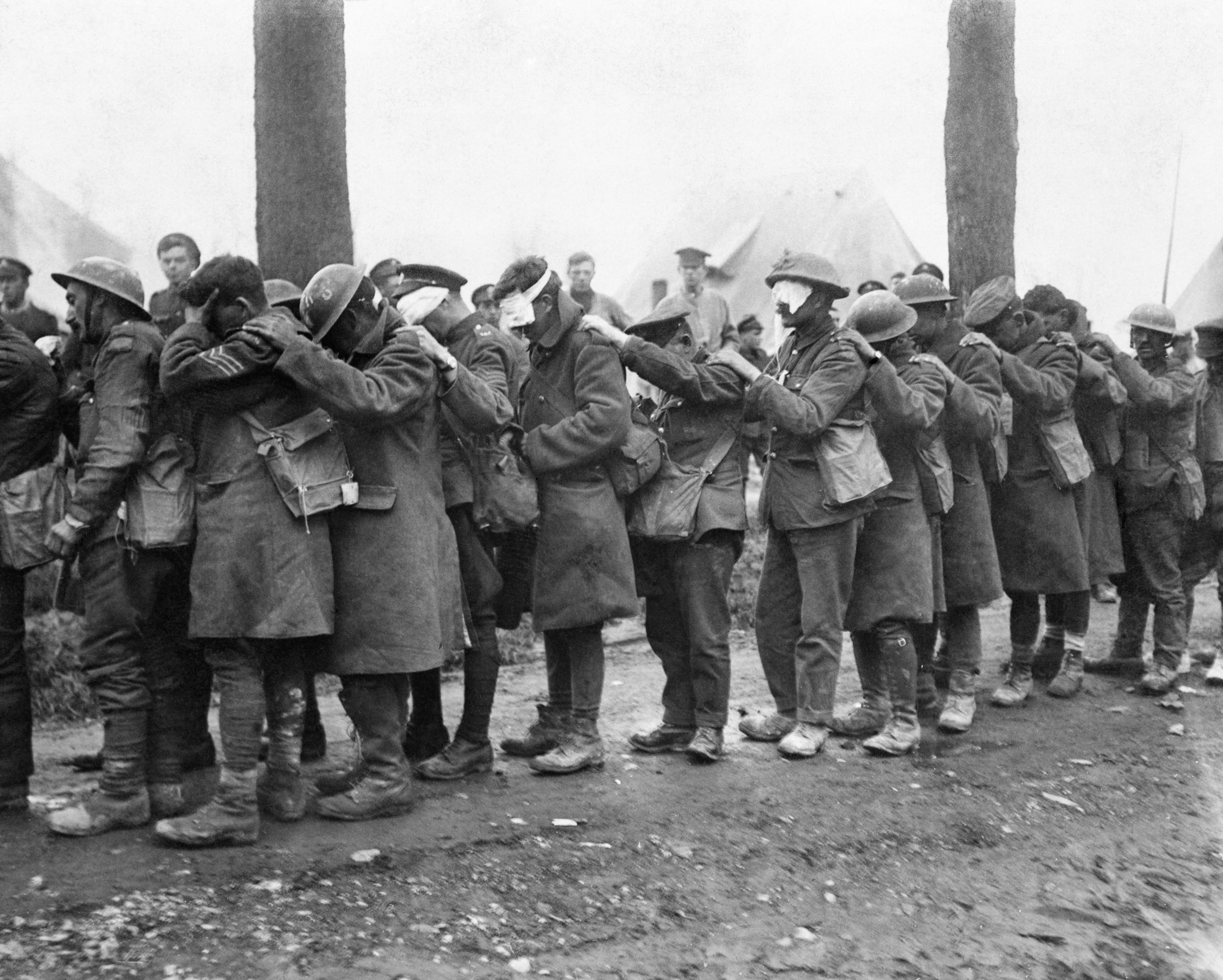
Troupes de la britannique aveuglées par les gaz, le 10 avril 1918.

### Avril
- Du 9 au 29 avril : bataille de la Lys.
- 23 avril : la Royal Navy (marine britannique) lance le raid sur Zeebruges, visant à détruire la base de sous-marins allemande construite dans le port de Zeebruges.
- Du 23 au 24 avril : premier raid sur Ostende.

### Mai
- 9 mai : second raid sur Ostende.

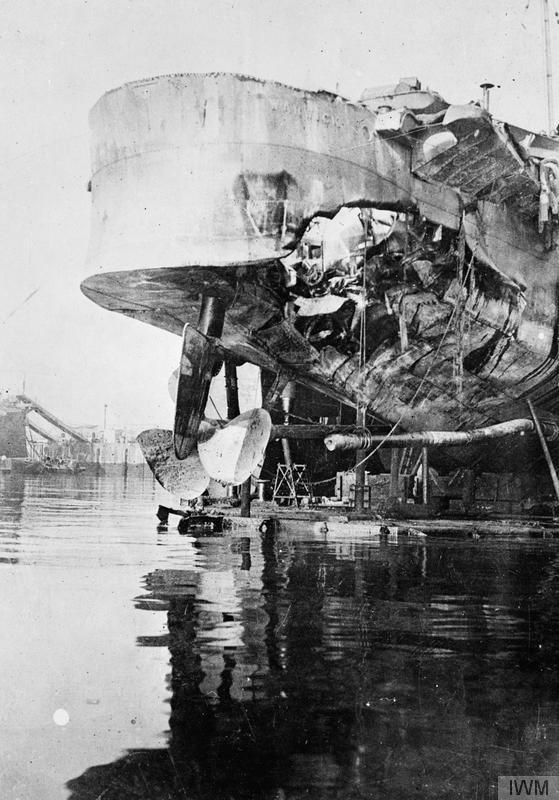
Dégâts lors du second raid sur Ostende.

- 12 mai : première conférence de Spa au siège de l'Oberste Heeresleitung.
- 24 mai : Charles de Broqueville remet sa démission au roi Albert Ier.

### Juin
- 1er juin : installation du gouvernement Cooreman.

### Juillet
- 2 et 3 juillet : deuxième conférence de Spa. Les principaux responsables militaires et politiques du Reich réaffirment la nécessité de poursuivre la guerre jusqu'à la victoire.

### Aout
- 13 - 15 août : troisième conférence de Spa. Les dirigeants politiques et militaires du Reich et de la double monarchie réfléchissent pour la première fois à un scénario de sortie du conflit.

### Septembre
- 27 septembre: les membres du Conseil de Flandre s'enfuient vers l'Allemagne ou les Pays-Bas.
- 29 septembre : la quatrième conférence de Spa, convoquée à la suite de la défection bulgare, voit l'élaboration d'une stratégie allemande pour tenter de sortir de la guerre.

### Novembre

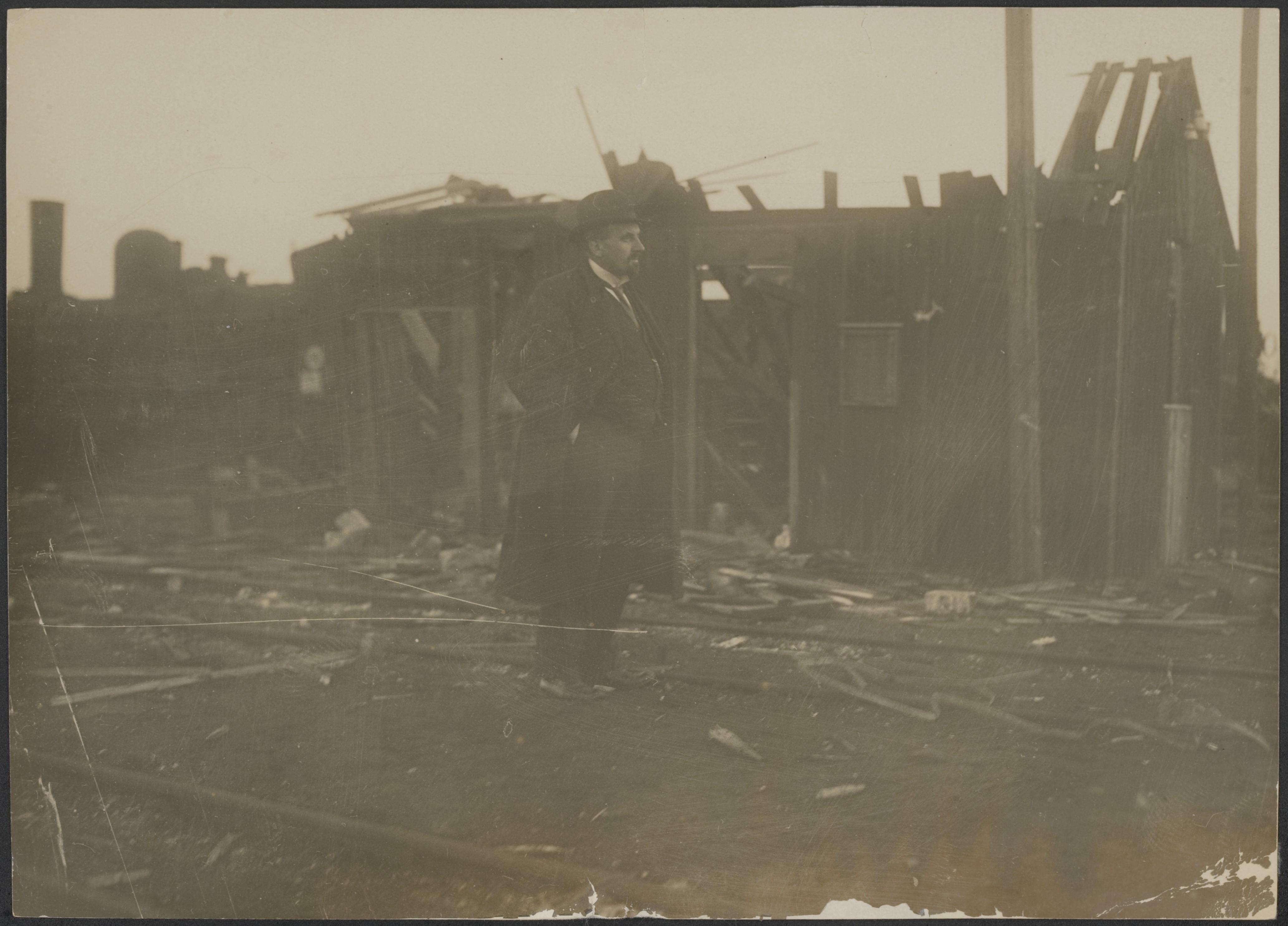
La catastrophe d'Hamont fut la plus meurtrière de Belgique en faisant 1007 morts.

- 11 novembre à 5h15 : armistice. Cessez-le-feu prévu à 11 heures.
- 13 novembre : démission, à Bruges, du gouvernement Cooreman.
- 17 novembre : les troupes allemandes quittent Bruxelles.
- 18 novembre : catastrophe d'Hamont, faisant 1 007 morts, soit la catastrophe la plus meurtrière de Belgique.
- 21 novembre : au château de Loppem, le roi met sur pied le gouvernement Delacroix I.

### Décembre
- Décembre 1918 : grève des métallurgistes de Marchienne-au-Pont en faveur de la journée de 8 heures.
- 4 décembre : première parution du journal De Standaard, titre de presse catholique néerlandophone.

## Culture

### Architecture

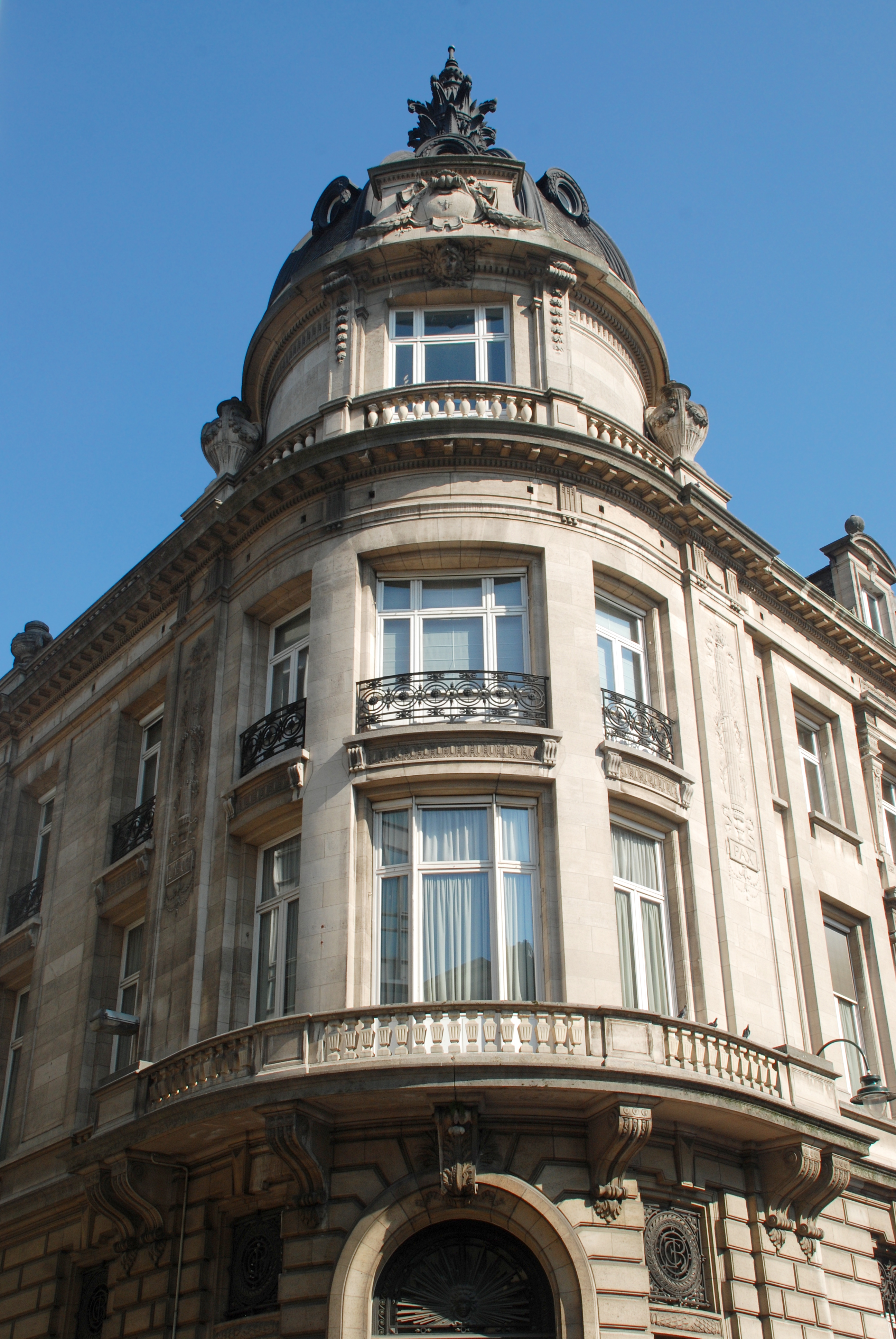
Siège de la CGER à Bruxelles (style éclectique, Henri Beyaert et Alban Chambon)

### Littérature
- La Mort regarde à la fenêtre de Michel de Ghelderode.

## Naissances
- 26 mai : Karel Thijs, coureur cycliste († 5 mars 1990).
- 16 octobre : Henri Vernes, auteur et créateur du personnage Bob Morane.

## Décès
- 31 août : Joe English, artiste peintre.